# Heiligenbächl
Das Heiligenbächl ist ein 41⁄2 km langer Bach, der bei der Geichsenmühle im mittelfränkischen Landkreis Ansbach von rechts in die Aurach mündet.

## Name
Seinen Namen verdankt das Heiligenbächl einer Marienkapelle, die ursprünglich am linken Ufer des Baches stand. Nach ihr wurde die Flur, auf der sie stand, als „Im Heiligen“ benannt.

## Verlauf
Die Quelle des Heiligenbächls liegt im Gewerbegebiet von Petersaurach. Nach nur 130 Metern südöstlicher Fließrichtung verläuft es verdohlt unter dem Firmengelände von RKW und einem Löschweiher und erscheint nach gut 500 Metern südöstlicher Fließrichtung wieder und ändert diese in östlicher Richtung, passiert alsbald die Gleise der Bahnstrecke Wicklesgreuth–Windsbach und die Bundesautobahn 6. Bei Altendettelsau fließt es wieder für etwa einen halben Kilometer unterirdisch. Bei der Anschlussstelle 54 der A 6 nimmt es das Froschwasser, dem einzigen Zufluss, von rechts auf und passiert die Staatsstraße 2410 und eine Gemeindeverbindungsstraße, die von Geichsenhof nach Aich verläuft, und mündet unmittelbar westlich von der Geichsenmühle in die Aurach. Das Heiligenbächl ist insgesamt stark begradigt. In der Bayerischen Uraufnahme wurde es nicht verzeichnet.

### BayernAtlas („BA“)
Amtliche Online-Gewässerkarte mit passendem Ausschnitt und den hier benutzten Layern: Lauf und Einzugsgebiet des Heiligenbächls

Allgemeiner Einstieg ohne Voreinstellungen und Layer: BayernAtlas der Bayerischen Staatsregierung (Hinweise)
1. 1 2  Höhe abgefragt auf dem Hintergrundlayer Amtliche Karte (Rechtsklick).
2. ↑  Länge abgemessen auf dem Hintergrundlayer Amtliche Karte.
3. ↑  Einzugsgebiet abgemessen auf dem Hintergrundlayer Amtliche Karte.